# Голямото приключение на Холс Принца на слънцето
„Голямото приключение на Холс Принца на слънцето“ (на японски: 太陽の王子 ホルスの大冒険) е японски детски анимационен филм от 1968 година на режисьора Исао Такахата по сценарий на Кадзуо Фукадзава.
В центъра на сюжета е историята на момче, което открива магически меч и се опитва да защити изолирано село от леден демон.
Филмът е режисьорски дебют на Такахата, както и първият по-значим проект, по който работи станалият по-късно известен аниматор Хаяо Миядзаки. Той няма особен търговски успех, но има историческо значение за аниме жанра, използвайки редица технически и стилистични нововъведения – психологически реализъм, усложнени визуализации, явна политическа и социална тематика, стилизирано насилие.